# Vranov u Stříbra
Vranov (deutsch Wranowa) ist eine Gemeinde mit 205 Einwohnern (Stand: 1. Januar 2023)  in Tschechien.  

## Geographie

### Lage
Die Gemeinde Vranov liegt drei Kilometer östlich von Stříbro in einer Höhe von 392 m ü. M., am oberen Ende des Stausees Hracholusky, zwischen den Einmündungen des Petrský potok und des Sytenský potok in die Mies. Der Erholungsort besitzt einen Campingplatz.

### Gemeindegliederung
Vranov besteht aus den Ortsteilen und Katastralbezirken Svinná (Swina) und Vranov.

## Geschichte
Die erste Erwähnung von Wranowa stammt aus dem Jahre 1231. Gepfarrt war Wranowa nach Mies. 1939 lebten in dem Ort 147 Menschen.
1960 wurde Svinná zum Ortsteil von Vranov. Am 30. April 1976 erfolgte eine Eingemeindung zur Stadt Stříbro, seit dem 1. Januar 1992 ist Vranov wieder eine eigenständige Gemeinde.